# Serbisches Freiwilligen-Korps (Zweiter Weltkrieg)
Das Serbische Freiwilligen-Korps (serbisch Српски Добровољачки Корпус Srpski dobrovoljački korpus, kurz СДК/SDK), kurz SFK, war die überwiegend aus Freiwilligen aufgestellte faschistische Miliz der serbischen ZBOR-Partei in Serbien während des Zweiten Weltkrieges. Vor Dezember 1942 trug es den Namen „Serbisches Freiwilligen-Kommando“ (Srpska dobrovoljačka komanda). Ideologisch geführt von Dimitrije Ljotić bot sich das SFK als Militäreinheit der serbischen Kollaborationsregierung unter Milan Nedić den deutschen Besatzern zur Bekämpfung der aufständischen Tito-Partisanen und zur Vernichtung der Juden in Serbien an. Daher kollaborierte das SFK zusammen mit der Serbischen Staatswache und den „legalen“ Tschetniks des Kosta Pećanac offen mit der deutschen Besatzungsmacht in Serbien; die Tschetniks des Draža Mihailović hegten trotz situationsbedingter Zusammenarbeit eine offene Abneigung gegen das SFK. Die serbische Regierung zahlte den Sold für die Angehörigen des SFK und erstattete den deutschen Militärstellen die Kosten für Waffen, Munition, Uniformierung und die den deutschen Einheiten entsprechende Verpflegung. Am 27. November 1944 wurde das SFK in die Waffen-SS überführt und im März 1945 in „Serbisches SS-Korps“ umbenannt. Das SFK war die bei weitem loyalste und schlagkräftigste serbische Truppe unter deutschem Oberbefehl. Bei Kriegsende wurden viele SFK-Angehörige von den siegreichen jugoslawischen Tito-Partisanen hingerichtet. Funktionäre des SFK entfalteten im Exil in Deutschland eine rege Propagandatätigkeit.

## Geschichte

### Aufstellung
Nach der Besetzung Serbiens durch deutsche Truppen im April 1941 und der Installation einer Kollaborationsregierung unter Premierminister Milan Nedić begann im Juli 1941 in Serbien ein Bürgerkrieg, an dem bewaffnete Formationen des jugoslawischen Widerstandes gegen solche der Kollaboration kämpften.
Bereits in den Anfangstagen der deutschen Besatzung gründete Ljotić das SFK, das zunächst unbewaffnet blieb. Am 14. September 1941 schlug der serbische Innenminister Mihailo Olćan, ein ZBOR-Mitglied, in einer Sitzung der serbischen Kollaborationsregierung vor, das SFK zu bewaffnen und im Kampf gegen die kommunistischen Partisanen einzusetzen. Olćans Büro diente als Rekrutierungsstelle und am folgenden Tag meldeten sich 234 ZBOR-Mitglieder als erste Freiwillige zur Einheit. In den Folgetagen stieg ihre Zahl auf über 600 Mann.
Am Anfang bestand das SFK aus 12 Kompanien mit jeweils 120 bis 150 Soldaten. Die Uniform war grün und die Offiziere waren ähnlich gekleidet wie Offiziere der ehemaligen königlich jugoslawischen Armee oder sie trugen italienische Uniformen.

Appell von SFK-Soldaten.

Für die innere Führung der Truppe war der Journalist Ratko Parežanin und der Begründer der ZBOR-Bewegung Dimitrije Ljotić zuständig. Die geistlichen Belange wurden dem serbisch-orthodoxen Priester Aleksa Todorović anvertraut. Die Vereidigung der Rekruten wurde durch serbisch-orthodoxe Priester in einer kirchlichen Zeremonie besorgt. Die Eidesformel lautete:

„Ich (Name und Vorname) schwöre beim allmächtigen Gott, dass ich unter der Fahne des serbischen Freiwilligenkorps jederzeit und bei jeder Gelegenheit tapfer kämpfen und nie untreu werde, dass ich dem serbischen Volk und Vaterland mit der ganzen Seele ergeben und treu sein werde, und dass ich die Befehle aller mir Vorgesetzten befolgen und genau ausführen werde. So Gott mir helfe!“

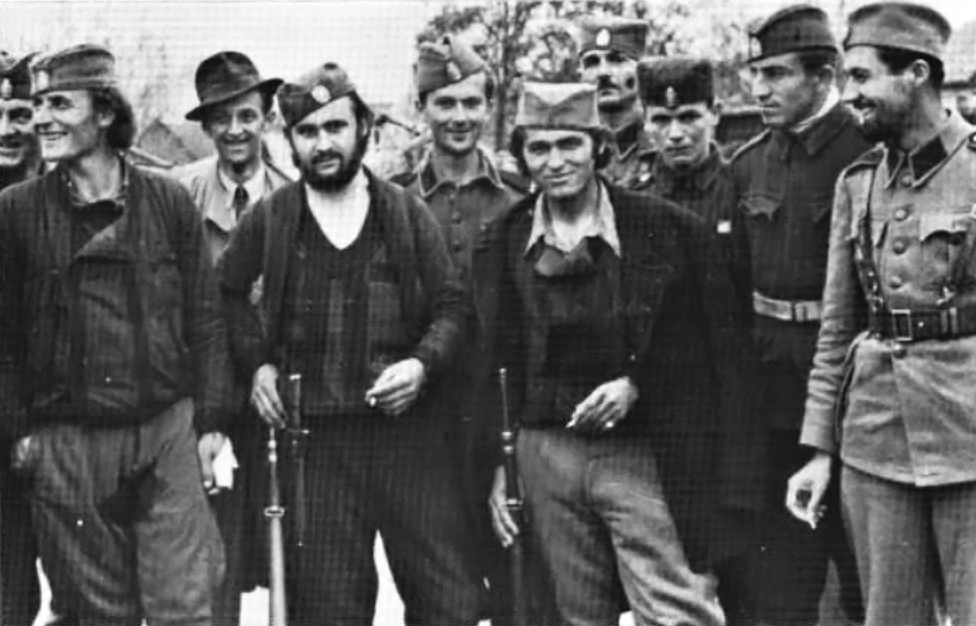
Tschetniks und Männer der Serbischen Staatswache und des Serbischen Freiwilligen-Korps.

Gemeinsam mit anderen Einheiten der serbischen Regierung und den Tschetniks des Kosta Pećanac wurde das SFK umgehend in den Kampf gegen die Partisanen geschickt.

### Einsatz und Kriegsverbrechen
Am 17. September 1941 erlebte die Einheit im Dorf Dražanj nahe Grocka ihre „Feuertaufe“ im Kampf gegen Tito-Partisanen. Im gleichen Monat meldete der Chef der deutschen Militärverwaltung in Serbien Harald Turner seinen Vorgesetzten, dass das SFK außerordentliche Ergebnisse bei ihren Säuberungsaktionen erzielt hätte und man vollstes Vertrauen in das SFK haben könne.

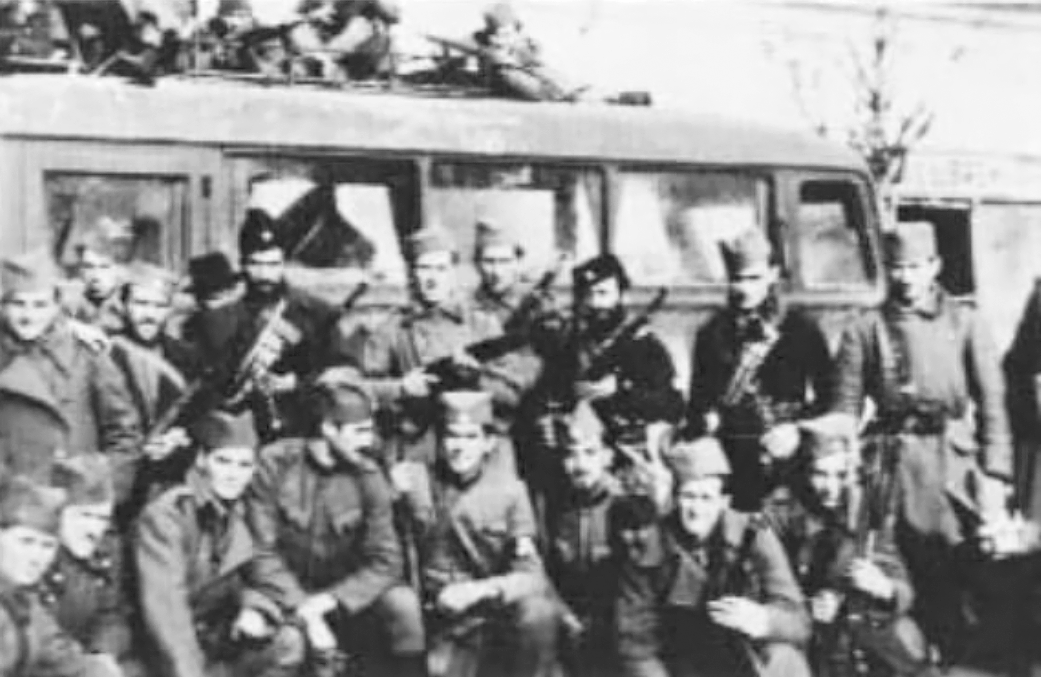
Männer des Serbischen Freiwilligen-Korps mit Tschetniks des Draža Mihailović (Dezember 1941).

Am 6. Oktober 1941 wurde auf Ljotićs Betreiben das Kommando des SFK an den ehemaligen Offizier der königlich-jugoslawischen Armee Oberst Kosta Mušicki übergeben. Im gleichen Monat beteiligte sich das SFK am Massaker an Zivilisten in Kragujevac. Die 5. Abteilung des SFK unter Marisav Petrović verhaftete Zivilisten, übergab sie der Wehrmacht und bewachte sie bis zur Hinrichtung.

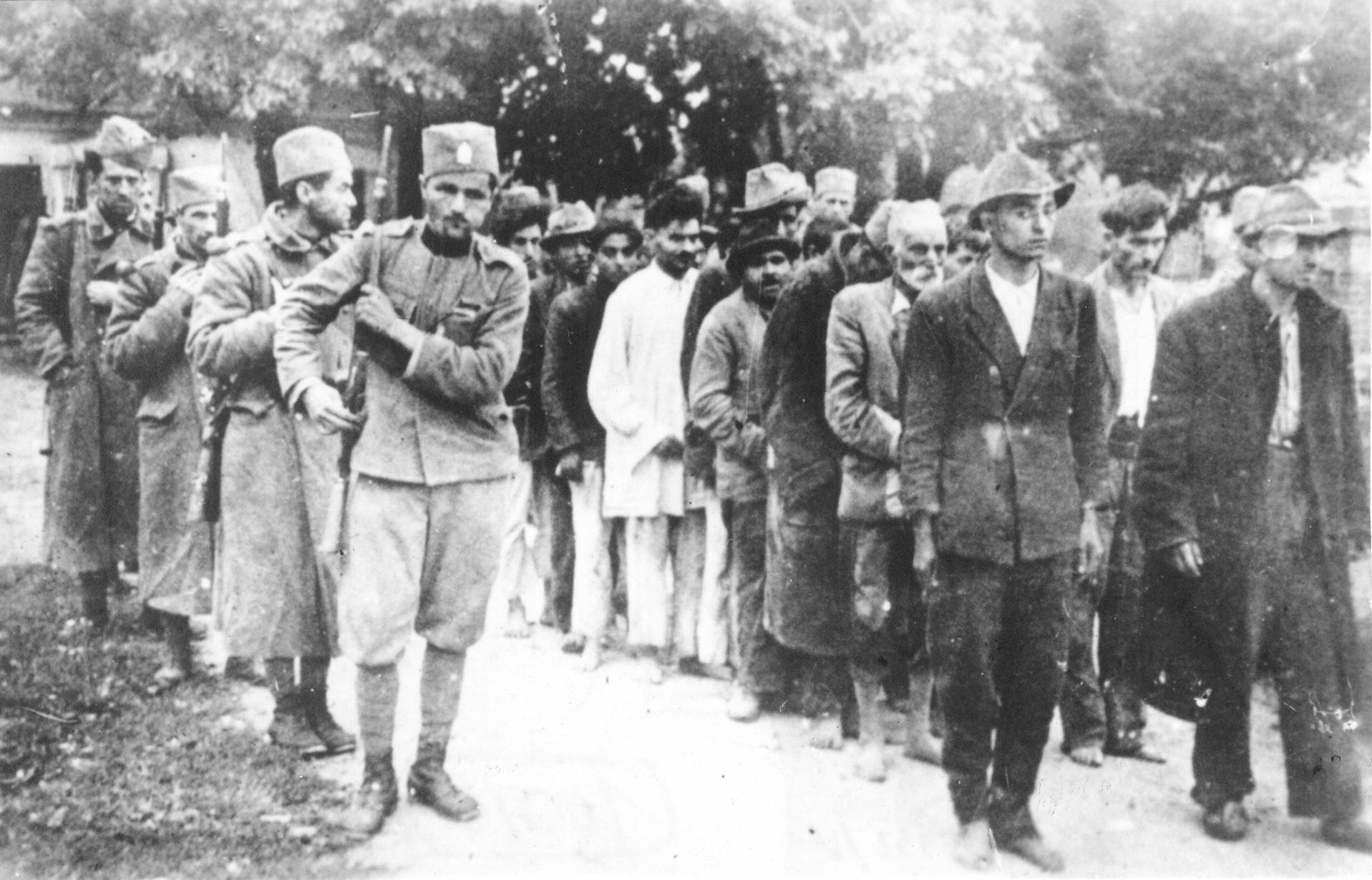
Männer des Serbischen Freiwilligen-Korps bringen Roma zu ihrer Erschießung in Šabac (September 1941)

Mitte 1943 regte der serbische Ministerpräsident Milan Nedić bei deutschen Dienststellen zunächst erfolglos die Verdoppelung des SFK von fünf auf zehn Bataillone und deren Unterstellung unter das serbische Innenministerium an. Nedićs Anregung wurde erst nach einem Treffen mit Hitler im September stattgegeben und zwei Monate später umgesetzt. Im November 1943 führte Nedić durch eine Gesetzesänderung dem SFK auch Wehrpflichtige zu.
Ende Mai 1944 bewährte sich das SFK gemeinsam mit den Tschetniks des Draža Mihailović während des Unternehmen „Kammerjäger“ in Kämpfen gegen die 2. und 4. Division der Tito-Partisanen. Daraufhin wurde die vom Militärbefehlshaber Südost beantragte Aufstockung des SFK von 10.000 auf 14.000 durch Berlin genehmigt. Diese Sollstärke wurde jedoch nicht mehr erreicht. Im Juni 1944 gab die Zahl der Deserteure aus dem SFK Anlass zur Sorge.
Am 21. August 1944 umfassten die fünf Regimenter des SFK eine Truppenstärke von 9.886 Offizieren und Soldaten. Das SFK hatte bis zu jenem Zeitpunkt durch Kampfhandlungen 700 Gefallene und 1.800 Verwundete.
Im September 1944 begannen Tito-Partisanen gemeinsam mit der Roten Armee ihre Großoffensive in Serbien. Am 8. Oktober 1944 wurden die SFK-Einheiten unter dem Kommando von Major Ilija Mićašević und Major Vojislav Dimitrijević von diesen aus dem Gebiet um Belgrad verdrängt. Wenig später folgten die geschlagenen Einheiten von Jovan Dobrosavljević, Vasa Ogrizović und Major Marisav Petrović.

### Kriegsende

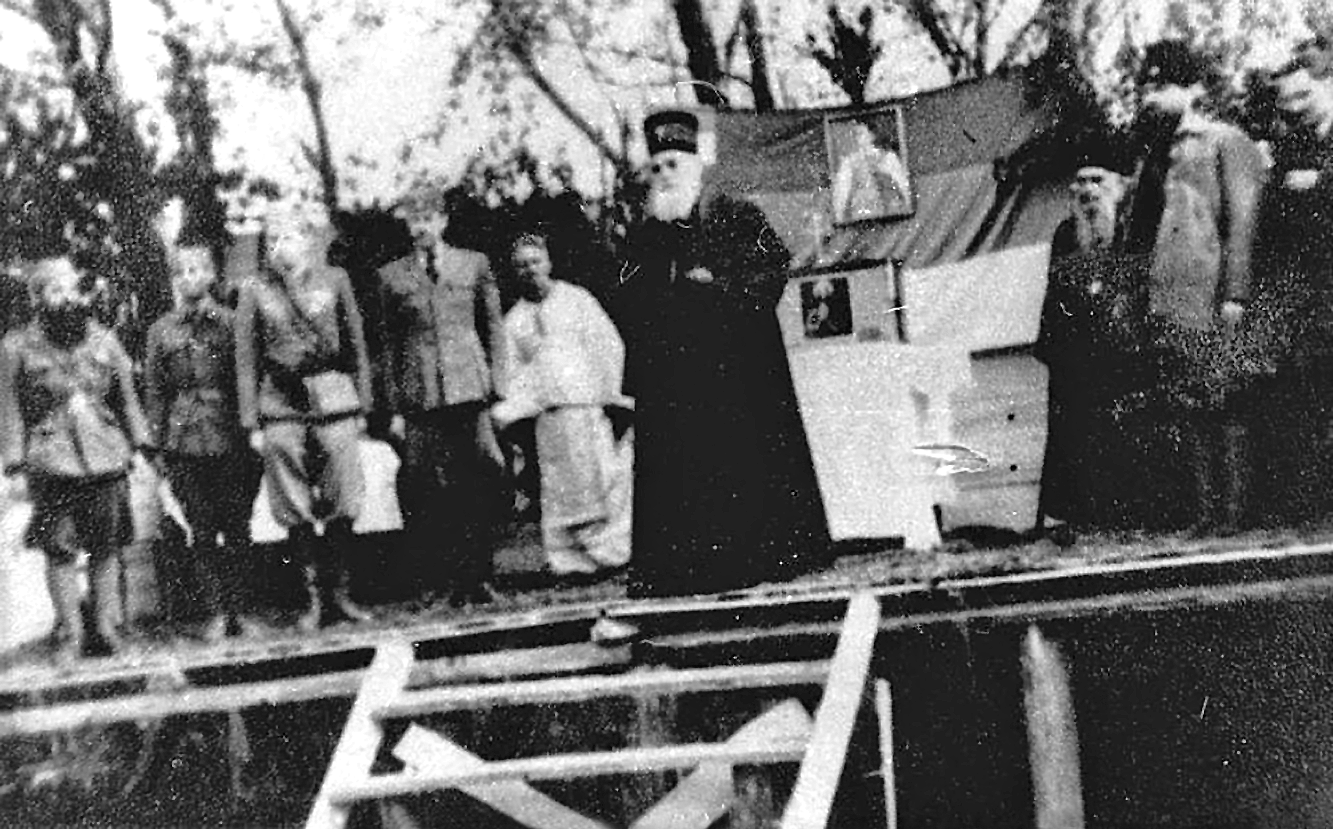
Der serbisch-orthodoxe Patriarch Gavrilo (Mitte) in Slowenien, 1945. Rechts von ihm stehen Bischof Nikolaj, Tschetnik-Vojvode Momčilo Đujić und Faschistenführer Dimitrije Ljotić. Links von ihm Milan Cvjetićanin, der Kommandeur des bosnischen Tschetnik-Korps „Gavrilo Princip“ und SFK-General Miodrag Damjanović u. a.

Im Oktober 1944 wurde das SFK nach Istrien verlegt, wo es unter dem Befehl von SS- und Polizeiführer Odilo Globocnik an Kampfhandlungen in der Operationszone Adriatisches Küstenland teilnahm. Am 27. November 1944 wurde das SFK in die Waffen-SS übernommen und im März 1945 in „Serbisches SS-Korps“ umbenannt.
Obwohl die Niederlage bereits vorhersehbar war, beging das SFK noch Hitlers Geburtstag im April 1945 mit einem Festakt. Der Bericht darüber feierte Hitler als Missionar, Führer des antikommunistischen Kampfes in der Welt und halbgöttliches Wesen.
Am 5. Mai 1945 ergaben sich bei Palmanova nahe Triest zwischen 2.400 und 2.800 Mann des SFK den Briten, die diese, wie auch spätere Gefangene an die Partisanen-Truppen übergaben. Die meisten von ihnen wurden von den Partisanen hingerichtet.
General Mušicki wurde von den Alliierten nach Jugoslawien ausgeliefert. In einem Schauprozess wurde er wegen Kriegsverbrechen zusammen mit anderen Kollaborateuren zum Tode verurteilt und anschließend hingerichtet.

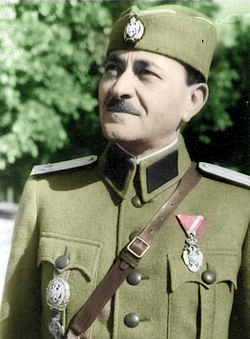
Der Kommandeur Kosta Mušicki in SFK-Uniform

### Emigration
Nach dem Zusammenbruch des serbischen Vasallenstaates unter der Kollaborationsregierung des Generals Milan Nedić wurden Funktionäre des ZBOR und Mitglieder des SFK durch mehrere Lager in Italien (Forlì, Eboli) geschleust. Danach kam die ZBOR-Führung nach Deutschland und hielt sich von 1947 bis 1948 im Munsterlager und von 1948 bis 1949 im DP-Lager Lingen auf. Ende 1949 ließ sie sich in Schleißheim bei München nieder. Hier setzte sie die in Lingen begonnene, noch immer monatlich erscheinende Zeitung Iskra fort. Die Zeitung ging in 40 Länder der Welt. Diese royalistisch, serbisch-orthodox, nationalistisch bzw. faschistisch und konservativ orientierte Gruppe von Exilserben, verfügte wohl über das am reichsten fließende Publikationswesen sowie über ein global entfaltetes Presse- und Informationswesen. Inhaber, Herausgeber und Chefredakteur war Jakov Ljotić, genannt Jaša (1895–1974), der Bruder des Faschistenführers Dimitrije Ljotić. Der 79-jährige wurde am 8. Juli 1974 in seiner Münchener Wohnung mit seiner Krawatte erdrosselt. Er hatte angekündigt über Titos Gefängnisse schreiben zu wollen. Für seine Ermordung soll der jugoslawische Geheimdienst UDBA verantwortlich gewesen sein. Bereits am 17. April 1969 wurde der Iskra-Redakteur Ratko Obradović (1919–1969) nahe seiner Wohnung in München-Hasenbergl auf offener Straße mit fünf Schüssen in Brust, Hals und Kopf mutmaßlich von der UDBA getötet. Obradović war ein ehemaliger Funktionär der faschistischen ZBOR-Partei und Offizier des SFK, der sich 1945 ins Exil geflüchtet hatte. Seit 2016 wird die Zeitung Iskra nicht mehr in der serbischen Diaspora, sondern in Novi Sad herausgegeben. In den auch online zugänglichen Publikationen der Iskra werden weiterhin die Taten und Personen des SFK verherrlicht.